# فرودگاه شهری اینسوورت
فرودگاه شهری اینسوورت (به انگلیسی: Ainsworth Municipal Airport) یک فرودگاه همگانی بهره‌برداری هوایی با کد یاتا ANW است که یک باند فرود آسفالت دارد و طول باند آن ۲۰۸۰ متر است. این فرودگاه در کشور ایالات متحده آمریکا قرار دارد و در ارتفاع ۷۸۹ متری از سطح دریا واقع شده‌است.